# Denis Kelly
Denis Kelly (Nenagh, 12 gennaio 1852 – Cobh, 18 aprile 1924) è stato un vescovo cattolico irlandese.

## Biografia
Fu educato presso il Saint Flannan's College di Ennis e presso il collegio irlandese di Parigi, dove fu ordinato prete nel 1877.
Esercitò per un breve periodo il ministero pastorale come curato a Roscrea e fu poi chiamato come docente al Saint Flannan's College, di cui fu presidente dal 1890.
Fu vescovo di Ross dal 1897 alla morte.
In campo politico fu nazionalista, conservatore e ruralista; si oppose duramente all'IRA e allo Sinn Féin.
È sepolto nella cattedrale di San Patrizio a Skibbereen.

## Genealogia episcopale e successione apostolica
La genealogia episcopale è:
- Cardinale Scipione Rebiba
- Cardinale Giulio Antonio Santori
- Cardinale Girolamo Bernerio, O.P.
- Arcivescovo Galeazzo Sanvitale
- Cardinale Ludovico Ludovisi
- Cardinale Luigi Caetani
- Cardinale Ulderico Carpegna
- Cardinale Paluzzo Paluzzi Altieri degli Albertoni
- Papa Benedetto XIII
- Papa Benedetto XIV
- Papa Clemente XIII
- Cardinale Giovanni Carlo Boschi
- Cardinale Bartolomeo Pacca
- Papa Gregorio XVI
- Cardinale Castruccio Castracane degli Antelminelli
- Cardinale Paul Cullen
- Arcivescovo Thomas William Croke
- Vescovo Denis Kelly

La successione apostolica è:
- Vescovo Joseph Ignatius Shanahan, C.S.Sp. (1920)